# Татјана Ледовскаја
Татјана Михајловна Ледовскаја (рус. Татьяна Михайловна Ледовская; Шчокино, 21. мај 1966.) некадашња је атлетичарка, светска рекордерка у штафети 4 х 400 метара. Углавном се такмичила у трци на 400 метара са препонама за Совјетски Савез, а касније за Белорусију.

## Биографија
За СССР се такмичила на Олимпијским играма 1988. у Сеулу у трци на 400 метара са препонама, где је освојила сребрну медаљу. У штафети 4 х 400 метара освојила је златну медаљу заједно са Олгом Бризгином, Олгом Назаровом и Маријом Пинигином, у времену новог светског рекорда од 3:15,17 минута. Овај резултат је и даље актуелан светски рекорд (на дан 8. новембар 2024.). Ледовскаја је такође Светска шампионка 1991. у трци на 400 м с препонама и у штафети 4 × 400 м. Касније је представљала Белорусију, укључујући и Олимпијске игре 1996.

## Међународна такмичења
| Представљајући СССР       | Представљајући СССР | Представљајући СССР | Представљајући СССР | Представљајући СССР | Представљајући СССР |
| Година                    | Такмичење           | Место               | Пласман             | Дисциплина          | Резултат            |
| ------------------------- | ------------------- | ------------------- | ------------------- | ------------------- | ------------------- |
| 1988                      | Олимпијске игре     | Сеул, Јужна Кореја  | 2.                  | 400 м препоне       | 53.18               |
| 1988                      | Олимпијске игре     | Сеул, Јужна Кореја  | 1.                  | 4 × 400 м           | 3:15.17 СР          |
| 1989                      | Континентални куп   | Барселона, Шпанија  | 2.                  | 400 м препоне       | 54.86               |
| 1990                      | Европско првенство  | Сплит, Југославија  | 1.                  | 400 м препоне       | 53.62               |
| 1990                      | Европско првенство  | Сплит, Југославија  | 2.                  | 4 × 400 м           | 3:23.34             |
| 1991                      | Светско првенство   | Токио, Јапан        | 1.                  | 400 м препоне       | 53.16               |
| 1991                      | Светско првенство   | Токио, Јапан        | 1.                  | 4 × 400 м           | 3:18.43             |
| Представљајући ЕУН        |                     |                     |                     |                     |                     |
| 1992                      | Олимпијске игре     | Барселона, Шпанија  | 4.                  | 400 м препоне       | 54.31               |
| Представљајући Белорусију |                     |                     |                     |                     |                     |
| 1993                      | Светско првенство   | Штутгарт, Немачка   | полуфинале          | 400 м препоне       | 54.60               |
| 1995                      | Светско првенство   | Гетеборг, Шведска   | полуфинале          | 400 м препоне       | НЗТ                 |
| 1996                      | Олимпијске игре     | Атланта, САД        | полуфинале          | 400 м препоне       | 54.99               |

## Политички ангажман
Потписала је отворено писмо истакнутих спортских личности у Белорусији који подржавају актуелну владу Белорусије током протеста опозицјие 2020.